# Cappella del Presepio

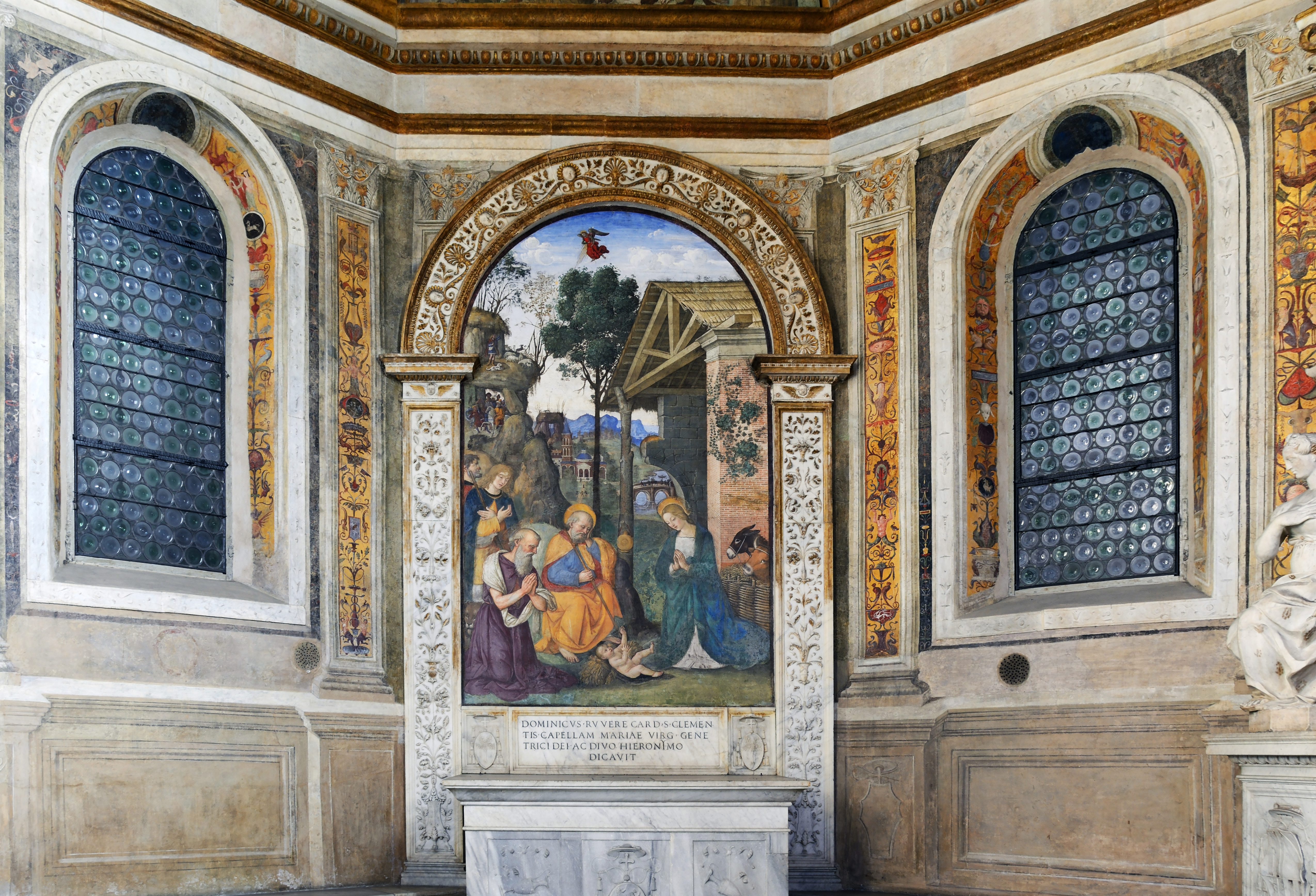
La cappella del Presepio

La cappella del Presepio, o Della Rovere, si trova nella navata destra della basilica di Santa Maria del Popolo a Roma. Si tratta della prima partendo dalla controfacciata ed è dedicata alla beata Vergine e a san Girolamo. Vi si trova un ciclo di affreschi di Pinturicchio e bottega.

## Storia
La cappella venne fatta erigere dal cardinale Domenico Della Rovere dopo che Sisto IV aveva avviato la totale ricostruzione della basilica, dal 1471 al 1484. I lavori architettonici hanno una certa ascendenza lombarda, e vengono attribuiti ad Andrea Bregno. La decorazione pittorica viene attribuita a Pinturicchio e alla sua bottega, che secondo la datazione tradizionale vi lavorò dal 1488 al 1490, in concomitanza con gli affreschi nel palazzo dei Penitenzieri del cardinale.
Studi più recenti, come quelli di Claudio Strinati (1995), hanno però proposto una data più anticipata, prima della cappella Bufalini nell'Aracoeli, oscillante tra gli anni settanta e il 1482, a giudicare dall'epigrafe dedicatoria al cardinale che non riporta il suo titolo di arcivescovo di Torino, ottenuto solo in quell'anno.

## Descrizione e stile

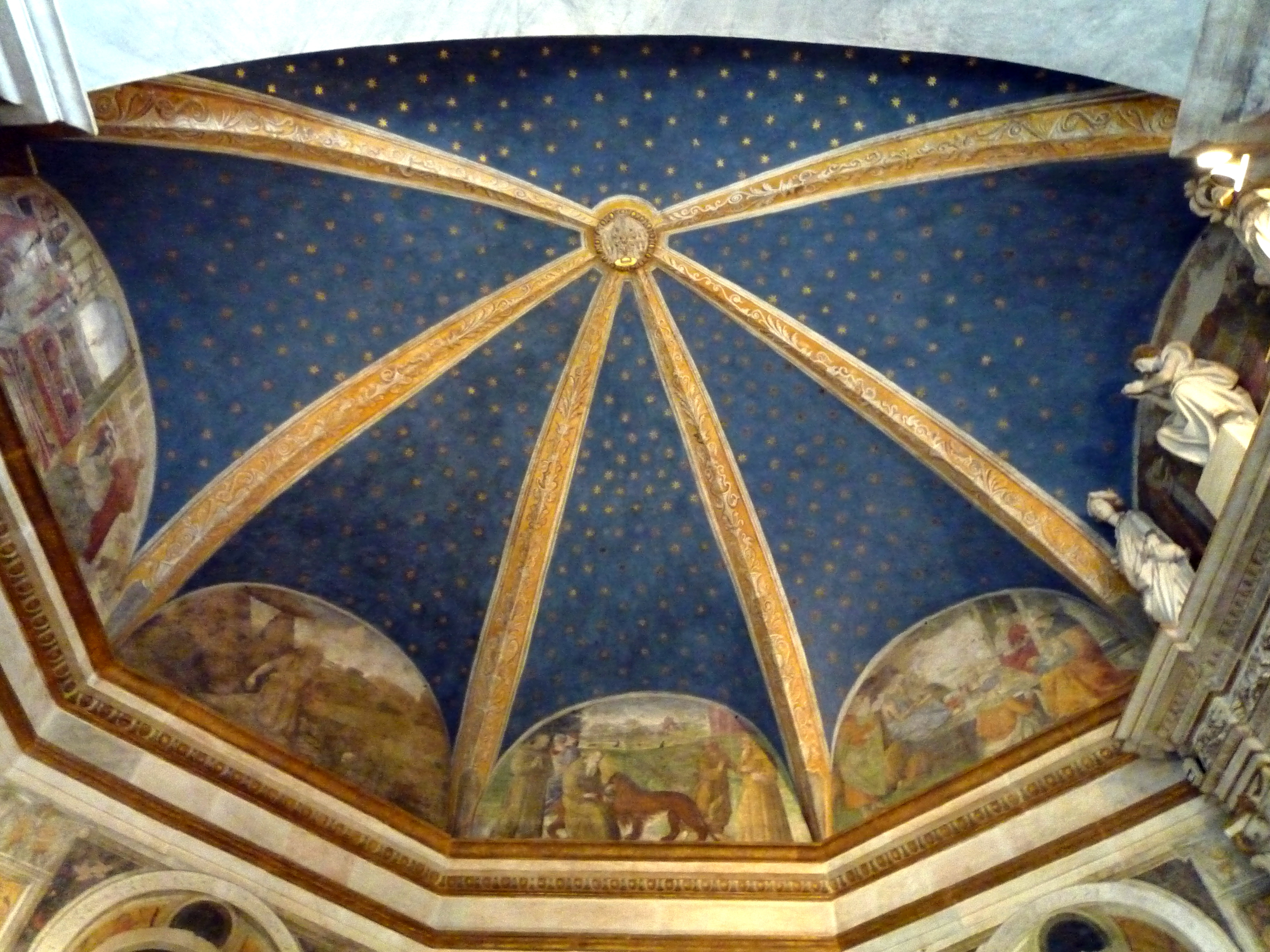
La volta

La cappella ha pianta esagonale con una copertura a una volta costolonata di sei spicchi. Gli spazi architettonici sono spartiti da una membratura dipinta di paraste decorate da grottesche, poggianti su un basamento monocromo. Sulla parete dell'altare si trova il grande affresco con l'Adorazione del Bambino e sulle due pareti contigue si trovano due finestre centinate con gli sguanci decorati da grottesche; seguono poi i monumenti funebri dei cardinali Giovanni de Castro (morto nel 1506) e Cristoforo Della Rovere (morto nel 1478) e di Domenico Della Rovere (morto nel 1501).
Le grottesche policrome su sfondo giallo-oro sono di alta qualità e sono state valorizzate da una recente pulitura. Nel ricchissimo repertorio di figure che le compongono si incontrano mascheroni, cigni, dromedari, conchiglie, strumenti musicali, ecc., con una sveltezza pittorica che rimanda a uno studio del ductus della pittura compendiaria dell'età imperiale. Esse sono per questo ascritte alla mano del maestro, che vi mise in pratica un'ardita sperimentazione, tra le più riuscite del genere in assoluto. 

### Volta e lunette

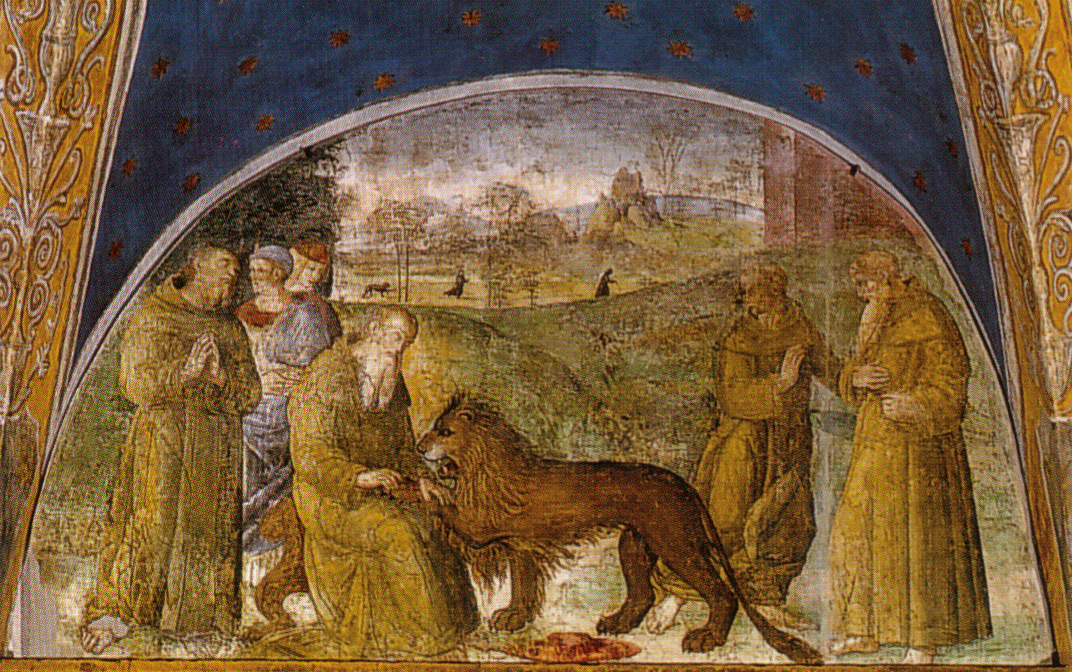
San Girolamo e il leone

La volta era decorata da preziosi motivi all'antica, prima di essere ricoperta da un fondo blu con stelle dorate a causa del cattivo stato. Nelle lunette si trovano cinque affreschi con Storie di san Girolamo, staccati e trasferiti su tela durante le modifiche settecentesche. Le scene sono:
- San Girolamo disputa della verginità di Maria con l'eretico Elvidio
- San Girolamo penitente nel deserto,
- San Girolamo toglie la spina al leone
- San Girolamo nello studio con sant'Agostino
- Morte di san Girolamo

Quest'ultima lunetta era stata occultata dalla tomba De Castro posta nel Seicento ed è stata recentemente ritrovata: forse proprio in questa si trova il ritratto del cardinale Della Rovere citato da Vasari.
Le lunette sono molto consunte e se ne può apprezzare solo l'impianto compositivo generale, che secondo Strinati risente delle influenze di pittori allora attivi in ambito romano come Piermatteo d'Amelia e Antoniazzo Romano. Alcuni negano l'autografia delle lunette, riferendole piuttosto all'assistente Tiberio d'Assisi. Le opere dovevano presentare numerose dorature, come testimoniano le ancora presenti sferette di cera rossa sui bordi delle vesti che servivano da supporto per la foglia del metallo prezioso.

### Adorazione del Bambino

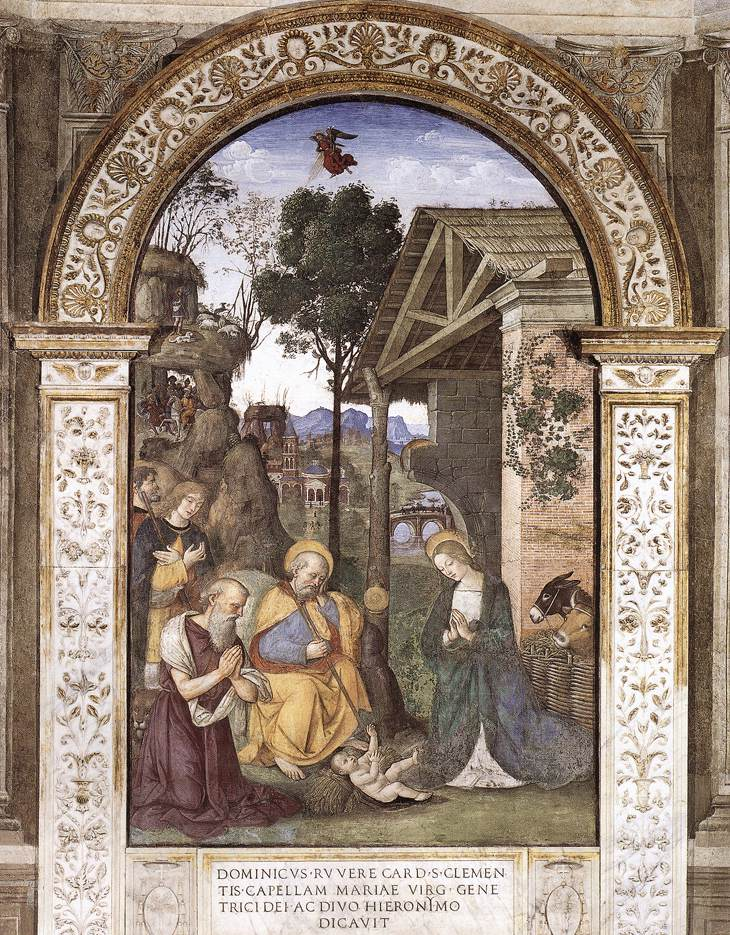
Adorazione del Bambino

L'Adorazione del Bambino con san Girolamo si trova al di sopra dell'altare come una finta pala su tavola, incorniciata da un'arcata marmorea scolpita e dorata, ed è sempre riferita come opera autografa di Pinturicchio, la cui finezza esecutiva è venuta fuori durante il restauro. Davanti alla capanna della Natività, parzialmente in rovina e con mura di materiali diversi (simboleggianti le religioni pagana ed ebraica che videro sorgere il cristianesimo) e col tetto a capriate visto da sott'in su,  si trovano la Sacra famiglia, san Girolamo e i pastori in adorazione del Bambino, adagiato in basso al centro su una fascina di grano, richiamo al pane dell'eucaristia. A destra si vedono il bue e l'asinello chiusi da un recinto di rametti intrecciati, mentre Giuseppe è rappresentato nel tipico atteggiamento dormiente, che richiama il suo ruolo di mero sorvegliante di Maria e del Bambino, senza partecipazione attiva nella generazione. Il ricchissimo sfondo si perde in lontananza grazie alle regole della prospettiva aerea che fa apparire le cose più lontane sfumate in colori azzurrini per effetto della foschia; esso è popolato da una città sulle rive di un lago e da una serie di speroni rocciosi fantasiosi, in cui sono ambientati anche l'arrivo del corteo dei Magi e l'annuncio ai pastori da parte dell'angelo, situato in alto al centro. Al centro un albero estremamente slanciato fa da perno allo sfondo e media tra le due parti, riequilibrandole. 
I migliori brani pittorici sono la testa della Vergine e il Bambino, con una vivacità di sguardi e di gesti che richiamano le Adorazioni di Antoniazzo Romano. 
Al centro nella cornice inferiore, tra due stemmi Della Rovere scolpiti col cappello cardinalizio, si trova la targa dedicatoria della cappella:
(Dedica)